# Flughafen Carlisle Lake District

i7
i11
i13
Der Carlisle Lake District Airport (IATA-Code: CAX, ICAO-Code: EGNC), bis 1960 RAF Crosby-on-Eden, ist ein Flughafen in Irthington, Cumberland. Der Flughafen befindet sich acht Kilometer nordöstlich von Carlisle in der Grafschaft Cumbria, England, und liegt auf 58 m Seehöhe.

## Flughafendaten
Der Flughafen hat zwei Asphaltpisten; eine mit 1829 m Länge und 30 m Breite und eine mit 883 m Länge und 23 m Breite. Er hat eine Gesamtfläche von 176 ha.

## Geschichte
Der Flughafen wurde 1940 als Ausbildungsbasis für Bomberpiloten des Zweiten Weltkriegs gebaut. Das Land wurde von der Regierung beschlagnahmt und die Royal Air Force (RAF) betrieb den Flugplatz für die nächsten sieben Jahre. Die neue Anlage wurde im Februar 1941 für den Trainingsbetrieb als RAF Crosby-on-Eden in Betrieb genommen.
Im Jahr 1960 übernahm das Cumberland County Council und benannte den Flughafen in Carlisle Lake District Airport um. Im folgenden Jahr erhielt der Flughafen eine Lizenz für zivile Flüge zu Zielen wie London, den Kanalinseln, Belfast und der Isle of Man.
Im Jahr 1966 führte Dan-Air eine Route zur Isle of Man und später nach Jersey ein. An anderer Stelle unterhielt Autair zwischen 1967 und 1969 eine Verbindung nach Carlisle als Zwischenstopp auf der Strecke London-Dundee und bediente zunächst Luton, wechselte aber im April 1969 nach Heathrow, um die Attraktivität für Passagiere zu steigern. Im April 1968 wurde eine saisonale Route von Carlisle nach Jersey hinzugefügt, hauptsächlich unter Verwendung von Handley Page Heralds. Die Autair-Verbindungen wurden Ende Oktober 1969 eingestellt.
Zwischen 1982 und 1985 flog Air Ecosse mit Routen nach Schottland und London und zur Isle of Man. Im 1985 erlitt Air Ecosse große finanzielle Verluste und stellte den Flugbetrieb ab Carlisle ein. Die täglichen Flüge nach Heathrow wurden an EuroAir übertragen, die sich zwei Jahre später vom Flughafen Carlisle zurückzog. Viking begann 1985 mit Flügen nach Jersey, ging jedoch 1987 unter Insolvenzverwaltung. Im selben Jahr nahm Air Furness die Flüge nach der Isle of Man kurzzeitig wieder auf, doch das Unternehmen ging bald pleite.
Die Stobart Group (die auch den Flughafen Southend besitzt und betreibt) übernahm 2009 den Flughafen. Das Unternehmen hatte stark in die Infrastruktur in Carlisle investiert, um den Standort als Gewerbegebiet auszubauen, und hat das nahegelegene Solway Aviation Museum unterstützt, zu dessen Sammlung erhaltener Flugzeuge eine Avro Vulcan, eine English Electric Canberra und eine Hawker Hunter  gehören. Die Stobart Group startete, in Zusammenarbeit mit Loganair, Routen nach Dublin und Belfast City und vier wöchentliche Flüge nach London Southend mit 34-sitzigen Saab 340.
Am 23. März 2020 stellte Loganair den Betrieb wegen Covid-19 ein, nahm aber später den Betrieb nicht wieder auf.

## Flugbetrieb
Im Jahr 2019 wurden 8000 Passagiere transportiert. Die Passagierzahl sank 2020 auf 2500 Personen.

## Zwischenfälle
- Am 17. Oktober 1961 wurde eine Douglas DC-3/C-47B-35-DK der britischen BKS Air Transport (Luftfahrzeugkennzeichen G-AMVC) 8,5 nautische Meilen (knapp 16 Kilometer) südöstlich des Flughafens auf einem Überführungsflug von Leeds in wolkenverhangene Hügel geflogen. Das Wetter war außerdem regnerisch mit starkem Wind. Bei diesem CFIT (Controlled flight into terrain) wurden alle 4 Besatzungsmitglieder getötet, die einzigen Insassen.[8]